# Leni Yahil
Leni Yachil (hebräisch לֵנִי יָחִיל Leni Jachīl, in Sprachen ohne den Laut ch (IPA χ): auch Yahil; geboren als Helene Westphal am 27. Juni 1912 in Düsseldorf; gestorben 2007 in Israel) war eine israelische Historikerin, Autorin und Universitätslehrerin aus der Familie Mendelssohn, die wesentliche Beiträge auf dem Gebiet der Holocaustforschung leistete.

## Leben
Helene Westphal wuchs in Potsdam als Kind evangelischer Eltern auf. Ihr Vater, der Richter Ernst Westphal (1871–1949), war ein Enkel des Bankiers Alexander Mendelssohn und Ururenkel Moses Mendelssohns. Die Mutter, Helene Minna Westphal, geb. Simon (1880–1965), war eine Tochter des Textilkaufmanns James Simon. Schon in jungen Jahren engagierte sich Helene Westphal, angeregt durch Wissen um das Judentum ihrer Vorfahren, in der zionistischen Jugendbewegung, trotz Bedenken ihrer Eltern. Sie wurde später eine der Leiterinnen der Werkleute (Bund jüdische Jugend).
Nach dem Abitur in Potsdam studierte Westphal an den Universitäten München und Berlin Geschichte und wurde an der Hochschule für die Wissenschaft des Judentums in Berlin aufgenommen. Der aufkommende Nationalsozialismus beendete ihr Studium. Westphal emigrierte mit anderen Mitgliedern der Jugendgruppe Werkleute 1934 nach Palästina und gehörte zu den Gründerinnen des Kibbutz HaSoreʿa. Sie arbeitete unter anderem als Orangen-Packerin. 1935/36 verließ Westphal die Gruppe und zog nach Jerusalem, um an der Hebräischen Universität allgemeine Geschichte, jüdische Geschichte und hebräische Literatur zu studieren. 1940 bekam sie ihren Magister für eine Arbeit über Das Konzept der Demokratie bei Tocqueville.
Westphal betätigte sich vielfältig kulturell, politisch und journalistisch in der Arbeiterbewegung, in der Frauengruppe der Gewerkschaft Histadrut und arbeitete bei Davar, der Tageszeitung der Histadrut. In der politischen Arbeit lernte sie auch ihren künftigen Mann kennen, einen Überlebenden des KZ-Außenlagerkomplexes Kaufering. 1942 heiratete sie Chajim Hoffmann (später: Yachil; 1905–1974) und bekam zwei Söhne, von denen einer im Sechs-Tage-Krieg fiel. Nach dem Ende des Zweiten Weltkrieges folgte Yachil ihrem Mann bei seinen internationalen Aktivitäten 1947 nach München und 1953–54 nach Köln, wo Chaim Yachil an den Verhandlungen zwischen Deutschland und Israel beteiligt war. Ab 1956 war ihr Mann Botschafter Israels in Schweden, Norwegen und Island, 1961–65 Generaldirektor des Außenministeriums. Yachil arbeitete zwischendurch als wissenschaftliche Assistentin ihres Lehrers Ben-Zion Dinur (Minister für Erziehung und Kultur in Israel) und entschied sich, ihre eigenen Studien weiterzuführen. Sie machte eine akademische Karriere und lehrte bis zu ihrer Pensionierung als Professorin der Universität Haifa.
Leni Yachil starb mit 95 in Israel.

## Forschung
1964 wurde Yachil an der Hebräischen Universität von Jerusalem mit einer Arbeit über die Juden in Dänemark während des Holocaust promoviert. Ab 1966 unterrichtete sie am University Institute of the Hebrew University in Haifa. 1976 bekam sie die Professur und übernahm Gastprofessuren an der University of Wisconsin–Madison und der University of Washington. Ihre Forschung konzentrierte sich von Anfang an auf den jüdischen Aspekt in den Holocaust-Studien.
Neben Forschung und Lehre war Yachil Redakteurin für die Encyclopaedia Judaica (Abteilung Skandinavische Literatur), in der Redaktion der Yad Vashem Studies und der Encyclopedia of the Holocaust.
Nach ihrer Emeritierung als Professorin für moderne jüdische Geschichte in Haifa arbeitete Yachil als Herausgeberin der Yad Vashem Studies und der Publikationsreihen dieses Forschungsinstituts.
Yachil erhielt in Israel für ihre Arbeit viele akademische Preise: Den Hebrew University’s Warburg Prize (1961), den Shazar Award (1987) und den American Jewish Book Award for Holocaust Studies (1991).
1961 schrieb Yachil an Hannah Arendt. Die beiden jüdischen Denkerinnen debattierten anlässlich des Prozesses gegen Adolf Eichmann über Grundsatzfragen der Moral und der Bedeutung des Staates Israel. Der Briefwechsel endete in einer Kontroverse und im Schweigen, das Yachil auch durch einen Jahre später geschriebenen Brief 1971 nicht überwinden konnte. Die Auseinandersetzung mit Arendts Denken hat Yachils Arbeit dennoch stark geprägt, obwohl sie ebenso konsequent wie eigenwillig zionistisch dachte.
1987 erschien Yachils Opus Magnum Shoah zunächst auf Hebräisch, 1990 auf Englisch und 1998 auf Deutsch. Darin schildert sie die Geschichte als Gegeneinander der Perspektive der Täter mit ihrem Vernichtungswillen und vor allem dem Blickwinkel der Opfer zwischen Verfolgung und Widerstand. Die Fülle an bisher in der Holocaustforschung weitgehend unbekannt gebliebenen jüdischen Quellen schafft eine Nähe zur Opferperspektive, der man sich kaum entziehen kann. In scheinbar endlosen Geschichten werden die Individuen wieder erkennbar. Aus namenlosen Opfern werden sichtbare Menschen in ihrer ganzen Würde. Diese Leistung stellt Yachils Buch neben die großen Werke von Gerald Reitlinger und Raul Hilberg.

## Werke (Auswahl)

### Monographien
- Die Shoah. Überlebenskampf und Vernichtung der europäischen Juden. Aus dem Amerikanischen von H. Jochen Bußmann. München: Luchterhand 1998 (Original: ha-Shoʾah, Goral Jehudei Ejropa, 1932–1945. Jerusalem: Schocken 1987).
- „Liebe Hannah Arendt ...“. Ein Briefwechsel zwischen Leni Yahil und Hannah Arendt, 1961–1971. Mit Faksimiles abgedruckt in: Hamburger Institut für Sozialforschung (Hrsg.), Mittelweg 36, Heft 3, 19. Jahrgang Juni/Juli 2010.
- The Rescue of Danish Jewry: Test of a Democracy, translated by Morris Gradel, Philadelphia 1969 (paperback edition: 1983).
- The Holocaust: the Fate of European Jewry, 1932–1945, translated by Ina Friedman and Haya Galai, New York / Oxford 1991 (paperback edition: 1991).
- On Nazis, Jews and Rescuers. Jerusalem: 2002.

### Englische Aufsätze (Auswahl)
- “Euthanasia Contra Racial Extermination: The Moral Aspect.” In Remembering for the Future: The Impact of the Holocaust and Genocide upon Jews and Christians. Supplementary Volume. Oxford 1988.
- “The Historiography of the Refugee Problem and of Rescue Efforts in the Neutral Countries.” In The Historiography of the Holocaust. Jerusalem 1988.
- “Denmark Under the Occupation: A Survey of Danish Literature.” The Wiener Library Bulletin 16/4 (October 1962): 73.
- “Historians of the Holocaust: A Plea for a New Approach.” The Wiener Library Bulletin 22, no. 1 NS, no. 10, (Winter 1967/68): 2–5.
- “The Holocaust in Jewish Historiography.” The Catastrophe of European Jewry, Antecedents-History-Reflections, selected papers. Jerusalem: 1976. First published in Yad Vashem Studies 7 (1968): 57–73.
- “Jewish Resistance: An Examination of Active and Passive Forms of Jewish Survival in the Holocaust Period.” In Jewish Resistance During the Holocaust. Jerusalem 1971.
- “Methods of Persecution: A Comparison of the ‘Final Solution’ in Holland and Denmark.” Scripta Hierosolomytana 23: Studies in History (1972): 279–300.
- “National Pride and Defeat: A Comparison of Danish and German Nationalism.” Journal of Contemporary History 26 (1991): 453–478.
- “The Warsaw Underground Press: A Case Study in the Reaction to Antisemitism.” In Living with Antisemitism: Modern Jewish Responses. London and Hanover, New Hampshire 1987.
- “Madagascar: Phantom of a Solution for the Jewish Question.” In Jews and non-Jews in Eastern Europe 1918–1945, New York, Toronto, Jerusalem 1974.
- “Gassing.” Holocaust. Jerusalem: 1974: 89–90; with Yehuda Bauer and Joseph Litvak. “Rescue.” Holocaust. Jerusalem 1974: 119–131.
- “Jewish Consciousness after the Holocaust.” Holocaust. Jerusalem 1974: 191–194.
- “Historiography of the Holocaust.” Holocaust. Jerusalem 1974, 184–190.
- “Jews in Concentration Camps in Germany Prior to World War II.” In The Nazi Concentration Camps. Jerusalem 1984.
- “The Uniqueness of the Rescue of Danish Jewry.” In Rescue Attempts During the Holocaust. Jerusalem 1977.
- “The Jewish Leadership of France.” In Patterns of Jewish Leadership in Nazi Europe 1933–1945. Jerusalem 1980.
- “Jewish Assimilation vis-à-vis German Nationalism in the Weimar Republic.” In Jewish Assimilation in Modern Times. Boulder, CO 1980.
- “Rescue During the Holocaust: Opportunities and Obstacles.” In Proceedings of the Eighth World Congress of Jewish Studies Division B. Jerusalem 1982.
- “Holocaust and Antisemitism in Historical Perspective.” In Major Changes Within the Jewish People in the Wake of the Holocaust. Jerusalem 1966.
- “The Double Consciousness of the Nazi Mind and Practice.” In Probing the Depth of German Antisemitism: German Society and the Persecution of the Jews 1933–1941. New York-Oxford-Jerusalem 2000.
- “Raoul Wallenberg—His Mission and His Activities in Hungary.” Yad Vashem Studies 15 (1883): 7–53.